# 이집트어

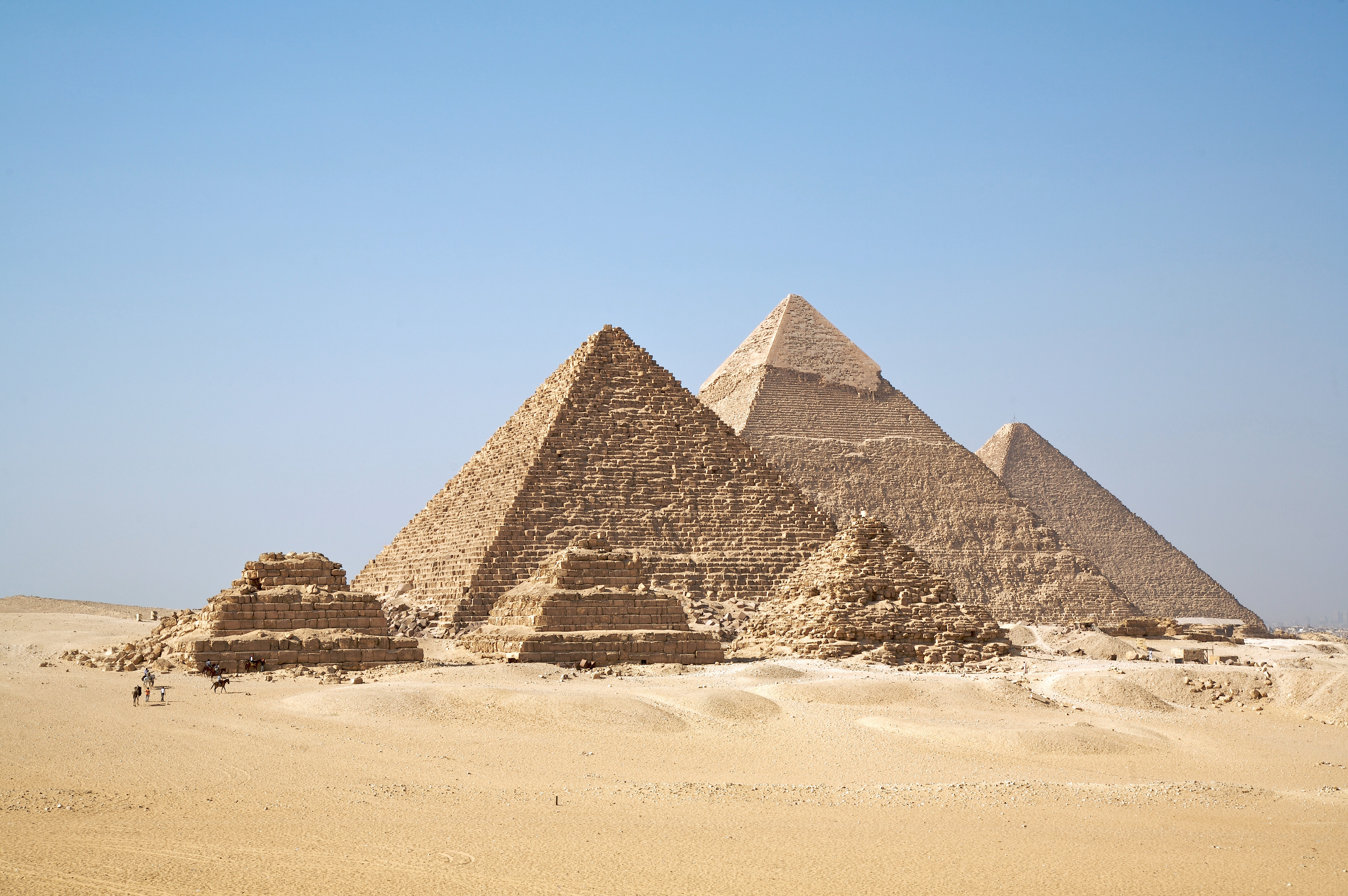
기자의 피라미드는 고대 이집트의 상징이다.

이집트어는 고대 이집트 시대부터 이슬람 정복으로 이집트가 아랍 문화로 바뀌기 전까지 이집트 지역에서 쓰이던 공용 언어이다. 아프리카아시아어족에 속한다. 상형문자와 그것이 변형된 문자로 쓰여졌다. 현재의 콥트어가 이집트어의 직계 후손에 해당하는 언어이며, 일부 지역에서만 모어로 전해진다. 가장 오래된 이집트어로 기록된 것은 기원전 3200년경의 것으로, 이는 수메르어와 함께 인간 언어의 기록 중 가장 오래된 것에 속한다. 콥트어는 17세기 무렵까지 일상 언어로 사용하는 사람들이 상당수 있었지만, 그 이후에 이집트의 일상 언어는 이집트 아랍어로 대부분 바뀌었다. 다만, 상이집트 지역의 일부 외딴 곳에서는 19세기 무렵까지 사용되었다는 설도 있다.

## 시대 구분
이집트학 연구자들은 이집트어를 크게 다음의 6개의 시대 구분하고 있다.
- 초기 이집트어 (Archaic Egyptian / Pre-Old Egyptian) (기원전 3200년 ~ 기원전 2600년경)
- 고대 이집트어 (Old Egyptian) (기원전 2600년 ~ 기원전 2000년경)
- 중 이집트어 (Middle Egyptian) (기원전 2000년 ~ 기원전 1300년경)
- 신 이집트어 (Late Egyptian) (기원전 1300년 ~ 기원전 700년경)
- 민중문자기 (Demotic) (기원전 7세기 ~ 서기 5세기경)
- 콥트어 (Coptic) (서기 4세기 ~ 17세기경)

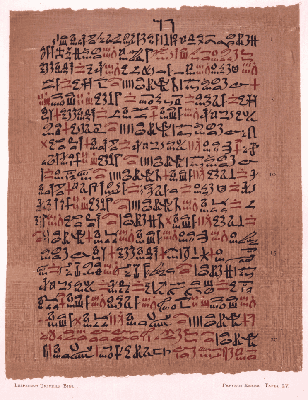
에베르스 파피루스(이집트어로 쓰여진 의학 문서. 천식 치료에 대해 쓴 부분 문자는 신관 문자.)

이집트어에 대한 최초의 기록은 기원전 3200년경의 것이다. 대략 신석기 시대부터 이집트 초기 왕조에 남아있는 비문 등의 기록을 정리하여 초기 이집트어라고 부른다.
고 이집트어는 이집트 고왕국 시대부터 이집트 제1중간기까지로서 기원전 2600년경부터 500년 이상에 걸쳐서 사용된 이집트어이다. 남겨진 기록은 피라미드의 널방의 측면에 적힌 신들에 대한 기도문 『 피라미드 텍스트 』( Pyramid Texts)과 무덤의 벽면에 적힌 고인의 자전적 글 등이 대표적인 것이다. 중 이집트어와의 차이는 거의 보이지 않지만 신성 문자의 표기에 관해서 명사의 복수형을 나타내는데, 표의문자나 한정 부호 등이 3개 반복되는 점 등의 고 이집트어만의 특징적인 표기법은 보인다.
중 이집트어는 기원전 2000년경부터 700년 이상 사용되었으며, 후에 신 이집트어로 대체됐다. 그러나 중 이집트어는 이집트어의 고전적인 문체로 규정되어, 서기 2세기부터 3세기경까지 기록 언어로 사용되어 갔다.
민중 문자기 이집트어(민중어)는 기원전 650년경부터 기원후(서기) 5세기경까지 일상 언어로 얘기되던 이집트어이다.
콥트 이집트어(콥트어)는 서기 4세기 이후의 이집트어를 말한다. 17세기까지 일상 언어로 쓰는 화자가 있었으며, 르네상스기에는 유럽의 학자들이 이집트를 방문하여, 모국어 화자에서 콥트어를 배웠다. 이집트에서도 지방에서는 그 후도 몇세기 동안 회화체로 살아남았을 가능성이 있다. 오늘날에는 콥트 정교회에서 전례 언어로서 보하이릭 방언이 이용된다.
고, 중, 신 이집트어 표기에 사용된 문자는 신성 문자 또는 신성 문자의 변형 자체인 신관 문자이다. 민중 문자는 신관 문자가 더 단순화 된 글씨체로 문자는 오른쪽에서 왼쪽으로 쓰여졌다. 콥트어의 표기에 사용된 것은 콥트 문자이다. 이 콥트 문자는 그리스 문자를 바탕으로 하여 그리스어에는 없는 이집트어의 발음을 표기하기 위해, 민중문자를 원료로 한 문자를 더한 것이다.
또 문법상에 따른 통합성의 관점에서 고 이집트어와 중 이집트어를 조기 이집트어로, 신 이집트어와 민중 문자기 이집트어 및 콥트 이집트어를 만기 이집트어로 나누는 학자도 있다.

## 언어 구조
이집트어의 구조는 아프리카아시아어족의 전형적인 특징을 가지고 있다. 즉, 아랍어나 히브리어 등 다른 아프리카아시아어족의 언어와 마찬가지로 어휘의 대부분은 어근으로 불리는 자음의 편성으로 구성되어 있다. 예를 들면, /nfr/라는 어근은 "좋은", "아름다운" 등의 의미를 갖는다. 어근에는 /[rʕ]/ "태양"(ʕ은 유성 인두 마찰음)처럼 2개의 자음으로 구성된 어근도 있지만, 드물게 /[sḫdḫd]/ "거꾸로 된다"처럼 5개 자음이 조합되어 있는 것도 존재한다. 이들의 어근에 모음과 접사 등의 다른 자음이 조합됨으로써 어근의 뜻에 관계하는 다양한 단어가 형성되는 것이다. 그러나 다른 아프리카아시아어족의 언어뿐만 아니라 이집트어에서도 모음은 문자로 표기되지 않았기 때문에 오늘날 이집트어의 개별 단어의 발음을 정확히 알 수 없다.
이집트어에서 구별되는 자음은 양순음, 순치음, 치경음, 경구개음, 연구개음, 구개수음, 인두음, 그리고 성문음이며 아랍어와 유사하다.
중 이집트어의 기본 어순은 VSO형이다.
이집트어의 단어의 형태적인 특징으로는 셈어파의 언어에 볼 수 있는 명사의 "status constructus"이라는 어형 변화를 들 수 있다.

## 서기 체계
| Y4 | n | R8 | S43 | Z1 · Z1 · Z1 |

| Y4 | n | R8 | S43 | Z1 · Z1 · Z1 |

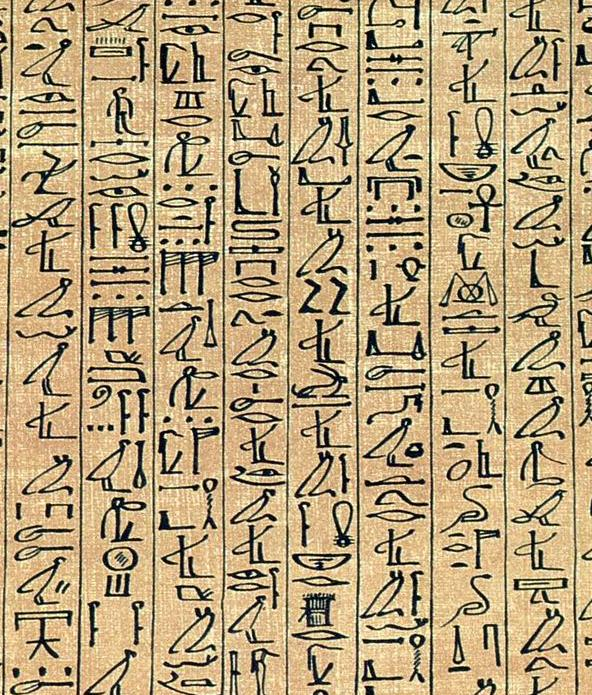
필기체의 신성 문자로 쓰여진 파피루스 문서 『Papyrus of Ani』의 일부

현존하는 이집트어의 기록으로 가장 많은 것은 신성 문자로 기록된 비석이다. 그러나 그보다 훨씬 많은 문서가 신관 문자와 민중 문자 등으로 파피루스에 기록되어 있었지만 비석에 비해 내구성이 부족하여 대부분이 손실된 것으로 보인다. 이집트 제19왕조에서 이집트 제20왕조 시절에 파피루스에 쓰여진 「사자의 서」와 같은 종교 문서에는 초서체의 신관 문자가 사용되었다. 초서체는 비석 등에 새겨진 신성 문자보다 간략화되고 있지만, 신관 문자 정도로 무너지지 않은 서체로서 새겨진 신성 문자에는 많이 사용되는 합자는 생략되어 있다. 신관 문자에는 "석공의 신관문자"(lapidary hieratic)으로 불리며 비석 등에 새겨진 것도 있다. 이집트어의 발전사의 최종 단계에서 콥트 문자가 나타나고 다른 기록 체계를 대신했다. 신성 문자는 이집트어로 sš n mdwnṯr로 표기되고 "신들의 말의 문자"라는 뜻이다. 신성 문자에는 2가지 사용법이 있었다. 하나는 표의문자로 사용하여 그려져 있는 대상물 자체를 문자로 의미하는 것이다. 또 하나는 그려진 대상물의 음가를 가차하여 동일한 음가의 다른 개념을 의미하는 것이다.

## 음운
이집트어 자음의 음소는 재건되고 있지만, 정확한 음가는 모르는 부분도 많고 다양한 분류 방법이 시도되고 있다. 또 이집트어 자음에는 유성과 무성 구별과 함께 다른 셈어파의 언어에 볼 수 있는 강조 자음의 구별도 있다.
이집트어가 사용된 기간은 2,000년 이상에 달하며 고 이집트어와 신 이집트어 사이의 시간적 괴리는 옛 라틴어와 현대 이탈리아어 사이의 거리에 해당한다. 그동안 음운에도 상당한 변화가 일어났다고 생각하는 것이 타당하며, 표기상의 오류에 그 같은 발음의 변화를 나타내는 증거라고 생각되는 것도 있다.
모음은 문자로 표기되지 않았기 때문에 이집트어의 모음 체계의 재건은 더 불확실한 것이다. 그러나 이집트어로는 유일하게 모음이 표기된 콥트어나 이집트어 인명 그리스어 음역한 것 등 다른 언어로 음역된 자료를 기본으로 일부 알려지고 있다. 그렇게 재건된 "실제 발음"은 이집트어의 전문가에 의해 사용되는 경향이 있지만, 편의적으로 이집트학에서 정해진 발음을 사용한다.

## 문법
다른 많은 아프리카아시아어족의 언어뿐만 아니라 오래된 중 이집트어의 어순은 VSO형이었지만, 신 이집트어의 시대에 변화가 일어나면서 콥트어는 SVO형으로 되어있다.

## 같이 보기
- 신성문자
- 신관문자
- 민중문자
- 콥트어
- 후기 이집트어